# San Gil (Cáceres)
San Gil es una entidad local menor española, perteneciente al municipio de Plasencia, en la provincia de Cáceres, en la Comunidad Autónoma de Extremadura. Se sitúa 1 km al este de la vecina villa de Galisteo.

## Geografía física
San Gil se sitúa a 82 km al norte de la capital de la provincia de Cáceres, y a 19 km de Plasencia, su municipio matriz. El clima es mediterráneo continentalizado.

## Demografía
Sus datos de población han sido los siguientes:
- 2015: 245 habitantes
- 2016: 238 habitantes
- 2017: 241 habitantes
- 2018: 248	habitantes
- 2019: 256 habitantes
- 2020: 257 habitantes
- 2021: 263 habitantes
- 2022: 261 habitantes

## Transportes
Por el pueblo pasa la EX-108, vía de servicio de la autovía EX-A1. Por la EX-108 se puede ir hacia Galisteo al oeste o hacia la entrada más próxima a la autovía al este. Al norte del pueblo sale una carretera secundaria que lleva a Pradochano y Carcaboso.

## Festividades
San Gil cuenta con tres fiestas: La Romería, en honor a la Virgen del Valle, el primer domingo del mes de mayo; las fiestas patronales, que se celebran la primera semana de agosto; y a mediados del mes de noviembre, es el aniversario de la inauguración del Ayuntamiento de la Entidad Local Menor, que es más conocida por la Matanza Extremeña, donde el pueblo se reúne para celebrar el haber conseguido tener personalidad jurídica propia y, a través de ello, ser dueño de su destino.